# Draeculacephala constricta
Draeculacephala constricta är en insektsart som beskrevs av Davidson et Delong 1943. Draeculacephala constricta ingår i släktet Draeculacephala och familjen dvärgstritar. Inga underarter finns listade i Catalogue of Life.